# Thomas Shelton (Übersetzer)
Thomas Shelton († nach 1620) ist der Erstübersetzer von Cervantes „Don Quijote“ ins Englische (1612).

## Leben und Werk
Er ist eine geheimnisumwitterte, zeitlich und örtlich nicht exakt lokalisierbare Persönlichkeit der englischen Literatur. In seiner Zueignung The delightfull history of the wittie knight, Don Quishote vjd (1612) erklärt Shelton seinem Patron, Lord Howard de Walden, später 2nd Earl of Suffolk, dass er 5 bis 6 Jahren zuvor The Historie of Don-Quixote innerhalb von vierzig Tagen aus dem Spanischen ins Englische übersetzte (“out of the Spanish tongue, into the English … in the space of forty daies: being therunto more than half enforced, through the importunitie of a very deere friend, that was desirous to understand the subject.”)
Shelton verwendete nicht die Originalausgabe des ersten Teils von Cervantes Meisterwerk, sondern eine in Brüssel 1607 publizierte Spanische Version. Die Übersetzung erfolgte zu einer Zeit, als Cervantes noch lebte. 1620, vier Jahre nach Erscheinen des zweiten Teils der spanischen „Brüssel“ Ausgabe von Don Quijote 1616, in dem Jahr, als Cervantes starb, erschien auch der zweite Teil der englischen Übersetzung Don Quixotes von Shelton im Druck zusammen mit einer revidierten Ausgabe des ersten Teils. Seine Übersetzung wurde wegen seiner extrem geistreichen Könnerschaft ein früher Klassiker unter den Übersetzungen ins Englische, obwohl spätere Übersetzer (wie John Ormsby) scharfe Kritik an seiner zu freien „künstlerischen“ Übersetzungskunst übten.

## Ausgaben
- The history of Don Quixote of the Mancha. Translated from the Spanish of Miguel de Cervantes by Thomas Shelton, annis 1612, 1620. With introductions by James Fitzmaurice-Kelly. David Nutt, London 1896 (englisch, archive.org).
- Miguel de Cervantes: The History of the Valorous & Witty Knight-Errant Don Quixote of the Mancha. Übersetzung von Thomas Shelton (englisch, hhh.gavilan.edu).